# Нібега
Нібе́га (рос. Нибега) — селище у складі Верхньокетського району Томської області, Росія. Входить до складу Ягоднинського сільського поселення.
Стара назва — Нібегінський.

## Населення
Населення — 219 осіб (2010; 308 у 2002).
Національний склад (станом на 2002 рік):
- росіяни — 86 %